# Lúcio Escribônio Libão (tribuno da plebe em 149 a.C.)
Lúcio Escribônio Libão (em latim: Lucius Scribonius Libo) foi um tribuno da plebe da gente Escribônia em 149 a.C.. Acusou Sérvio Sulpício Galba de vários crimes contra os lusitanos da Península Ibérica. É possível que tenha sido ele a consagrar o Putel Escriboniano, mencionado muitas vezes nas obras da época, localizado no Fórum Romano perto do Arco de Fábio. Anos mais tarde, este monumento seria restaurado por outro membro da família, Lúcio Escribônio Libão, pretor em 80 a.C..